# Chindesaurus
Chindesaurus (/ˌtʃɪndɪˈsɔːrəs/ CHIN-di-SAWR-əs) là một chi khủng long sống khoảng 216 triệu năm trước trong phần sau của kỷ Trias tại những nơi bây giờ là Tây Nam Hoa Kỳ. Chindesaurus là loại khủng long nhỏ, hai chân, ăn thịt, có thể đạt chiều dài 2 đến 2,3 m (6,6 đến 7,5 ft).

## Tên
Tên chi Chindesaurus nghĩa là "thằn lằn hồn ma", xuất phát từ tiếng Navajo, chindi là "hồn ma" và tiếng Hy Lạp, "sauros" (σαυρος) nghĩa là "thằn lằn". Tên loài, bryansmalli dùng để vinh danh người phát hiện, Bryan Small. Chindesaurus được mô tả và đặt tên bởi R.A. Long và P.A. Murry, năm 1995 với loài điển hình là Chindesaurus bryansmalli. Khi mẫu vật mới được phát hiện, nó có biệt danh là "Gertie".